# Bundesbeschluss betreffend das Schweizerische Rote Kreuz
Der Bundesbeschluss betreffend das Schweizerische Rote Kreuz ist ein Bundesbeschluss (SR-Nummer 513.51) der schweizerischen Bundesversammlung, der die Anerkennung des Schweizerischen Roten Kreuzes (SRK) als nationale Rotkreuz-Gesellschaft der Schweiz regelt. Er trat am 23. Oktober 1951 in Kraft und ersetzt den Bundesbeschluss vom 25. Juni 1903 betreffend die freiwillige Sanitätshilfe zu Kriegszwecken und den Bundesratsbeschluss vom 9. Januar 1942 betreffend das Schweizerische Rote Kreuz.

## Inhalt
Im Bundesbeschluss von 1951 sind neben der Anerkennung des SRK auch dessen Aufgaben definiert, zu denen die freiwillige Sanitätshilfe, der Blutspendedienst für zivile und militärische Zwecke und die Förderung der Krankenpflege gehören. Entsprechend dem Bundesbeschluss können sich darüber hinaus aus den Bestimmungen der Genfer Konventionen, aus Beschlüssen der internationalen Rotkreuzkonferenzen und aus der Übertragung durch den Bund weitere Aufgaben ergeben. Der Bund unterstützt die Tätigkeit des SRK durch die Gewährung von Beiträgen sowie besonderen Erleichterungen wie die Befreiung von Gebühren und Steuern. Die Statuten des SRK müssen durch den Bundesrat genehmigt werden.
Vorgaben zur Verwendung des Zeichens des roten Kreuzes auf weissem Grund und der anderen in den Genfer Konventionen definierten Schutzzeichen in der Schweiz sind im separat beschlossenen Bundesgesetz betreffend den Schutz des Zeichens und des Namens des Roten Kreuzes vom 25. März 1954 enthalten.
Mit dem Bundesbeschluss von 1951 und dem Bundesgesetz von 1954 vergleichbare Gesetze in Österreich und Deutschland sind das Rotkreuzgesetz für das ÖRK und das DRK-Gesetz für das DRK.